# Živilė Balčiūnaitė

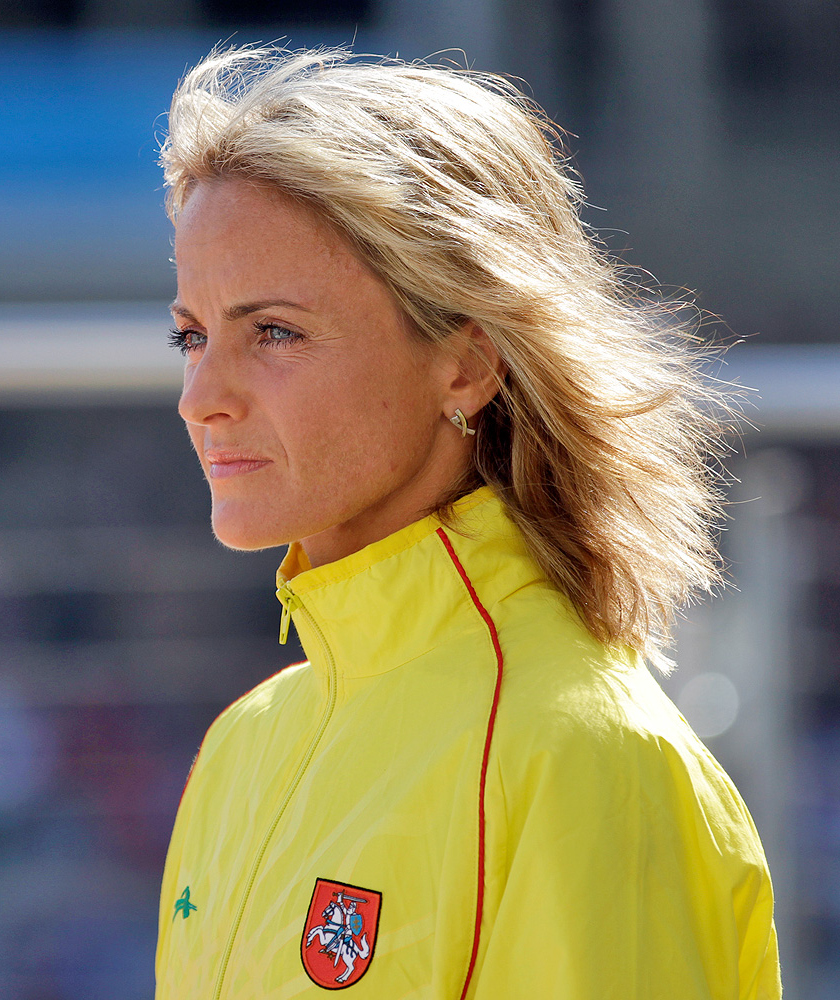
Živilė Balčiūnaitė

Živilė Balčiūnaitė (* 3. dubna 1979, Vilnius) je litevská atletka, běžkyně, která se věnuje dlouhým tratím.
Debutovala v roce 1997 na světovém mistrovství v krosu. V kategorii juniorů získala 74. místo. V roce 1998 na mistrovství světa juniorů v atletice se v běhu na 3000 metrů umístila jako desátá. Další úspěchy viz tabulka. Prvním trenérem byl Juozapas Garalevičius, současným trenérem je Romas Sausaitis.
V roce 2010 se stala v Barceloně mistryní Evropy v maratonském běhu. Kvůli nesrovnalostem v jejím vzorku moči ji národní atletický svaz dočasně pozastavil činnost. V dubnu roku 2011 kvůli dopingu definitivně přišla o titul mistryně Evropy a byla potrestána dvouletým zákazem startů. Zlato dodatečně získala Ruska Nailja Julamanovová, na stříbrnou pozici se posunula Anna Incertiová z Itálie a bronz získala původně čtvrtá Ukrajinka Taťjana Filonjuková.

## Úspěchy
| Rok  | Závod                              | Místo                | Umístění | Výkon   |
| ---- | ---------------------------------- | -------------------- | -------- | ------- |
| 2004 | Letní olympijské hry 2004          | Athény, Řecko        | 14.      | 2:35:01 |
| 2006 | Mistrovství Evropy v atletice 2006 | Göteborg, Švédsko    | 4.       | 2:31:01 |
| 2007 | Mistrovství světa v atletice 2007  | Ósaka, Japonsko      | 33.      | 2:43:28 |
| 2008 | Letní olympijské hry 2008          | Peking, Čína         | 11.      | 2:29:33 |
| 2009 | Mistrovství světa v atletice 2009  | Berlín, Německo      | 19.      | 2:31:06 |
| 2010 | Mistrovství Evropy v atletice 2010 | Barcelona, Španělsko | DSQ      | 2:31:14 |